# Абдалла ібн Тахір
Абул-Аббас Абдалла ібн Тахір (*798 — 845) — 3-й емір держави Тахіридів в 828—845 роках.

## Життєпис
Син Тахіра ібн Гусейн, правителя Хорасану. Народився у 798 році в Нішапурі. Після повалення халіфа аль-Аміна його батька стає провідним сановником Аббасидського халіфату. Тоді ж Абдалла перебирається до Ракки, де отаборився Тахір ібн Гусейн. У 819 році брав участь у боротьбі проти Ібрагіма ібн аль-Махді, який на нетривалий час став халіфом. У 821 році після усунення Тахіра з посади з передачею в керування Хорасану, Абдалла ібн Тахір стає новим валі (намісником) провінції аль-Джазіра (північно-східна Месопотамія). Також стає військовим губернатором Багдаду.
На цій посаді вимушений був боротися проти кайситів на чолі із Насром ібн Шабатхом, якому у 824 та 826 роках завдав поразки, змусивши зрештою підкоритися владі халіфа аль-Мамуна. У 826 році придушив повстання на чолі із Абдаллою ібн аль-Сарі в Єгипті. Доволі швидко навів лад в цій провінції, відновивши місто Олександрію, яку було відвойовано у андалузців (прихильників Омеядів) на чолі із Умаром.
У 828 році після смерті брата Талхи призначено валі Хорасану. Втім, Абдалла не поспішав туди через повстання хурамітів на чолі із Бабаком у 829 році, а потім хураджитів в північній Персії. В цей час представником Абдалли в Хорасані був його брат Алі.
Лише у 830 році Абдалла ібн Тахір прибув до Хорасану, передавши посаду валі Багдада своєму стриєчному брату Ісхаку ібн Ібрагіму. В Хорасані продовжив політику попередників зі зміцнення влади Тахіридів. Водночас підтримував Саманідів в Мавераннахрі, які забезпечували безпеку торговельних шляхів до Китаю. Абдалла остаточно придушив рух хариджитів у Кермані і Сістані. Новий халіф аль-Мутасім, що посів трон 833 року, мав намір відсторонити Абдаллу від влади, але немав значних сил для цього, тому з цього часу тахіриди стали ще більш незалежними правителями від халіфів.
У 834 році переміг Мухаммада ібн аль-Касіма, що утворив державу Алідів в Горгані. У 839 році рушив на придушення антиарабського селянського повстання в Табаристані, яке було підтримано місцевою знаттю на чолі із Маз'яром. Останнього було переможено, над Табаристаном встановлено владу Тахіридів.
Зміцнення влади Абдалли у східних володіннях халіфату перетворило його на фактично незалежного володаря, що лише номінально визнавав владу халіфату відправляв до Багдаду помірну данину. Водночас задля внутрішнього спокою своїх володінь Абдалла багато зробив задля захисту селян від зловживань чиновників, але не послаблював тягар податків і повинностей.
У середині 830-х років з огляду на посилення загрози тюркських племен Абдалла наказав збудувати укріплені рабати — Фараву (поблизу сучасного Кизил-Арвата) і Діхістан (Мещхед-і-Місріян). Тоді ж Абдаллах ібн Тахір відправив у похід проти тюрків-огузів свого сина Тахіра. Останній разом з васалами Саманідами завдав поразки кочівникам.
Помер Абдалла у 845 році в місті Нішапур. Йому спадкував син Тахір II.

## Родина
- Тахір (д/н—862), емір Хорасану у 845—862 роках
- Мухаммад (д/н—867), валі Багдаду в 851—867 роках
- Убайдалла (838—913), валі Багдаду в 867—891 роках
- Сулейман (д/н—879), валі Савада і Табаристану